# Chronologie des Yvelines
Cette chronologie des Yvelines recense tous les événements qui ont marqué le territoire actuel des Yvelines aussi bien avant que depuis sa création en 1968.

## Des origines auXVIIesiècle
- mars 856 : lors d'un raid des Normands sur Paris, bataille de Croissy qui se termine par le massacre de la population locale.
- 1087 : Guillaume le Conquérant, assiège la ville de Mantes-la-Jolie, la met à sac et la brûle. Grièvement blessé, il meurt quelques jours plus tard à Rouen, le 9 septembre 1087.
- 1110 : Louis VI concède ensuite à la ville de Mantes-la-Jolie le statut de commune libre par une charte qui lui octroie des privilèges.
- 1204 : fondation de l'abbaye de Port-Royal des Champs.
- 25 avril 1214 : naissance du roi saint Louis à Poissy.
- 14 juillet 1223 : mort du roi Philippe-Auguste à Mantes-la-Jolie.
- 31 mars 1519 : naissance du roi Henri II au château de Saint-Germain-en-Laye.
- 31 mars 1547 : mort du roi François Ier au château de Rambouillet.
- 10 juillet 1547 : duel au château de Saint-Germain-en-Laye entre le baron de Jarnac et le seigneur de la Châtaigneraie au cours duquel le premier mis le second hors de combat en lui portant un coup de revers au jarret, connu sous le nom de « coup de Jarnac »[1]

## XVIIesiècle
- 29 mars 1632: signature du traité de Saint-Germain-en-Laye entre la France et l'Angleterre qui rend la Nouvelle-France (Québec) à la France.
- 8 avril 1632 : le roi Louis XIII acquiert la totalité de la seigneurie de Versailles.
- 5 septembre 1638 : naissance du roi Louis XIV à Saint-Germain-en-Laye.
- 6 mai 1682 : installation de la Cour de Louis XIV au château de Versailles.
- 1684 : achèvement de la galerie des Glaces du château de Versailles.
- 16 juin 1684 : mise en service de la machine de Marly.

## XVIIIesiècle
- 1710 : le roi Louis XIV fait raser les bâtiments de l'abbaye de Port-Royal des Champs, supprimée deux ans plus tôt par une bulle du pape Clément XI.
- 1er septembre 1715 : mort de Louis XIV à Versailles.
- 19 septembre 1783, premier vol d'une montgolfière habitée à Versailles. La nacelle en osier transporte un mouton, un coq et un canard.
- 12 octobre 1786 : arrivée à la bergerie de Rambouillet du premier troupeau de mérinos.
- 4 janvier 1788 : première réunion du corps municipal de Versailles créé par une ordonnance du roi Louis XVI du 18 novembre 1787.
- 5 mai 1789 : ouverture des états généraux dans la salle des Menus-Plaisirs à Versailles
- 20 juin 1789 : les députés du tiers état votent le serment du Jeu de paume à Versailles.
- 4 mars 1790 : création du département de Seine-et-Oise dont le chef-lieu est fixé à Versailles.
- 9 septembre 1792 : massacres de prisonniers à Versailles

## XIXesiècle
- 3 janvier 1805 : visite à Versailles du pape Pie VII venu à Paris pour le sacre de l'empereur Napoléon Ier.
- 1er juillet 1815 : bataille de Rocquencourt.
- 24 juin 1826 : création de l'Institution royale agronomique de Grignon dans le château de Grignon, mis à disposition par le roi Charles X.
- 10 juin 1837, le roi Louis-Philippe inaugure les galeries historiques du château de Versailles transformé en musée.
- 24 août 1837 : la reine Marie-Amélie inaugure la ligne de chemin de fer de Paris au Pecq.
- 12 mai 1867 : inauguration par Napoléon III du musée des Antiquités nationales dans le château de Saint-Germain-en-Laye.
- 18 septembre 1870 : les troupes prussiennes entrent à Versailles.
- 18 janvier 1871 : proclamation de l'Empire allemand dans la Galerie des Glaces.
- 18 mars 1871 : le gouvernement français se transfère à Versailles. Il y restera jusqu'en 1879.
- 16 décembre 1873 : fondation de l'école nationale d'horticulture.
- 11 novembre 1876 : mise en service du réseau des Tramways de Versailles
- 14 octobre 1897 : Clément Ader réalise un vol de 300 mètres avec son Avion III sur le plateau de Satory.
- 29 avril 1899 : la Jamais Contente, véhicule automobile électrique, franchit le cap des 100 km/h dans la plaine d'Achères.

## XXesiècle
- 30 août 1900 : mise en service de la liaison ferroviaire entre Plaisir-Grignon et Épône-Mézières.
- Janvier 1910 : une crue centennale de la Seine provoque des inondations qui affectent de nombreuses communes riveraines.
- 28 juin 1919 : signature du traité de Versailles dans la galerie des Glaces du château de Versailles.
- 10 septembre 1919 : signature du traité de Saint-Germain-en-Laye entre les alliés et l'Autriche
- 4 juin 1920 : signature au Grand Trianon du traité de Trianon entre les alliés et la Hongrie
- 25 février 1921 : exécution de Landru à Versailles.
- 1930 : le premier congrès de nudisme se tient dans le complexe Physiopolis créé deux ans plus tôt dans l'île du Platais à Villennes-sur-Seine.
- 13 juin 1932 : inauguration du musée Lambinet à Versailles.
- 30 novembre 1934 : l'aviatrice Hélène Boucher se tue aux commandes de son avion « Rafale » Caudron en bout de piste de l'aérodrome de Guyancourt[2].
- 14 juin 1940 : les troupes allemandes occupent Versailles.
- 3 mars 1942 : bombardement de la ville du Pecq par la RAF (47 morts).
- 24 juin 1944 : importants bombardements alliés sur la ville de Versailles (324 victimes civiles).
- 24 août 1944 : rencontre à Rambouillet du général de Gaulle et du général Leclerc à Rambouillet. La 2e DB reçoit l'ordre d'entrer dans Paris le lendemain.
- 25 août 1944 : libération de Versailles et Saint-Germain-en-Laye.
- 2 octobre 1952 : création de l'usine Renault de Flins.
- 3 mars 1957 : fermeture du réseau des Tramways de Versailles, remplacé par des autobus.
- 7 juin 1962 : exécution de Claude Piegts et Albert Dovecar au fort du Trou-d'Enfer (Marly-le-Roi).

## Depuis la création du département
- 10 juillet 1964 : adoption de la loi no 64-707 portant réorganisation de la région parisienne[3].
- 25 février 1965 : désignation (décret) de Versailles comme chef-lieu du département.
- 1er janvier 1968 : création officielle du département des Yvelines et entrée en fonction du conseil général.
- 4 novembre 1969 : ouverture du centre commercial Parly II.
- 29 novembre 1969 : les communes de Châteaufort et de Toussus-le-Noble sont rattachées au département des Yvelines.
- 21 octobre 1970 : création de l’établissement public d’aménagement de Saint-Quentin-en-Yvelines.
- mars 1972 : ouverture du centre commercial Vélizy II.
- du 15 au 17 novembre 1975, sommet du G6 au château de Rambouillet.
- 1976 : fondation à Versailles de l'École nationale supérieure du paysage, rattachée jusqu'en 1995 à l'École nationale supérieure d'horticulture.
- 8 octobre 1978 : l'ayatollah Khomeini s'exile à Neauphle-le-Château où il est resté jusqu'au 1er février 1979.
- du 4 au 6 juin 1982, « Sommet de Versailles », 8e réunion du G7 au château de Versailles.
- Décembre 1985 : création du parc naturel régional Haute Vallée de Chevreuse.
- 8 juin 1991 : deux morts au Val Fourré à Mantes-la-Jolie au cours d'affrontements entre des « jeunes » et la police dont une policière heurtée par une voiture et un jeune abattu alors qu'il forçait un barrage. Ces drames font suite à une semaine d'émeutes fin mai.
- 1995 : création du parc naturel régional du Vexin français.
- 1995 : l'École nationale supérieure d'horticulture est transférée de Versailles à Angers.
- 1996 : mise en service de l'autoroute A14 entre La Défense et Orgeval.
- 27 mai 1999 : signature de l'accord de Rambouillet pour la paix et l'autonomie du Kosovo au château de Rambouillet.
- 12 décembre 2004 : réouverture d'un tronçon de la ligne de Grande ceinture Ouest.
- 4 novembre 2005 :Vague de violence des banlieues, en particulier,dans certains quartiers de Chanteloup-les-Vignes, Mantes-la-Jolie, Les Mureaux, Poissy, Sartrouville et Trappes.
- 19 février 2007 : le Parlement se réunit en Congrès à Versailles pour adopter trois lois constitutionnelles portant sur la réforme du statut pénal du chef de l'État, l'interdiction constitutionnelle de la peine de mort et le gel du corps électoral en Nouvelle-Calédonie.
- *4 février 2008 : Les parlementaires, réunis en Congrès au château de Versailles, ont adopté la modification de la Constitution, la vingt-troisième depuis 1958. Ce vote ouvre la voie à la ratification définitive du nouveau traité européen.